# U-23サッカーマカオ代表
U-23サッカーマカオ代表は、マカオサッカー協会によって編成されるマカオのサッカーの23歳以下のナショナルチームである。23歳以下の選手を対象とするオリンピックに出場するためのチームである。そのため、オリンピックの前年にはU-22サッカーマカオ代表、そのさらに前年にはU-21サッカーマカオ代表と呼称が変わる。

## 概要
マカオオリンピック委員会は、国際オリンピック委員会(IOC)から承認を得ていない。このため、オリンピックのアジア予選には出場できない。ただし、マカオはアジアオリンピック評議会(OCA)と国際サッカー連盟(FIFA)及びアジアサッカー連盟(AFC)に加盟しているため、アジア競技大会とAFC U23アジアカップに参加することはできる。

## アジア競技大会の成績
- 2002 - 不参加
- 2006 - グループリーグ敗退
- 2010 - 不参加
- 2014 - 不参加

## U-23選手権の成績
- 2013 - 予選敗退
- 2016 - 予選敗退
- 2018 - 予選敗退
- 2020 - 予選敗退
- 2022 - 不参加
- 2024 - 予選敗退